# Hessische Sezession
Die Hessische Sezession, auch Die Hessen, war eine Kasseler Künstlergruppe.

## Geschichte
Im August 1946 gründete sich in der Nachfolge der Kasseler Sezession in Kassel die Hessische Sezession. Die Künstlergruppe ist eine der frühsten Nachkriegsaktivitäten auf kulturellem Gebiet in Deutschland, die – noch unter amerikanischem Besatzungstatus – mit einer dichten Serie ambitionierter Ausstellungen zur Gegenwart in den Galerieräumen des Hessischen Landesmuseums dem kargen Kasseler Kulturleben zu einigen Höhepunkten verhalf. Zu ihren Mitgliedern um Arnold Bode zählten u. a. Bernhard Delsing, Carl Döbel, Berta Martin, Ernst Röttger und Siegmund Schliephacke. Zu ihrem 1. Vorsitzenden wurde 1946 Arnold Bode gewählt.
Die Künstlergruppe verstand sich als Avantgarde, die sich auf ihre impressionistische Herkunft berief. Der Hessischen Sezession gelang die erste überregionale Ausstellung nach 1945 in Kassel mit Werken von Fritz Winter, Werner Gilles, Ewald Mataré und Walter Schliephacke zu zeigen. Aufgrund von inneren Unstimmigkeiten über ein geplantes Ausstellungsprojekt, dem der Charakter einer documenta Inkunabel zugekommen wäre, löste sich die Künstlergruppe 1948 wieder auf. 1948 wurde die Sektion Kassel des Berufsverbandes bildender Künstler, dem die Mitglieder des aufgelösten Hessischen Sezession überwiegend beitraten, gegründet.
Was – unter Bodes Vorsitz – in deren weitgreifendem kulturellen Bildungsprogramm als Zielsetzung festgeschrieben ist, kann als Brutkasten des späteren documenta-Ideenkomplexes gewertet werden.
1953 versammelte sich der Club 53 um Arnold Bode.